# Chronologie de l'astronomie du Système solaire
Pour des articles plus généraux, voir Système solaire et Histoire de l'astronomie.

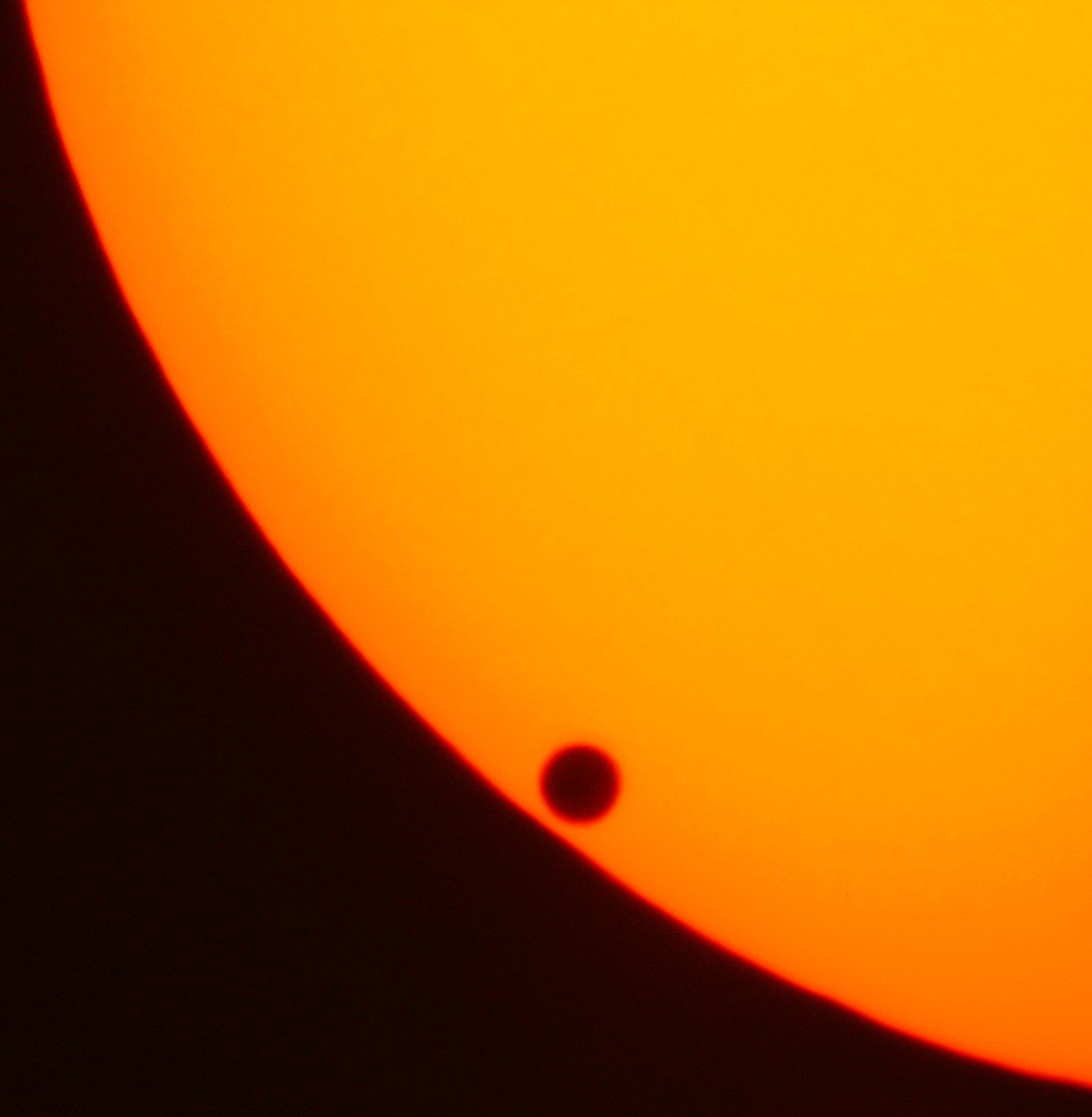
Image téléscopique de la 2e planète la plus proche du Soleil : Vénus qui passe devant ce dernier du point de vue de la Terre.

Cet article présente une chronologie de l’astronomie du Système solaire.

## Avant notre ère
- -2137 (22 octobre) – Des astronomes chinois enregistrent une éclipse de soleil [1]
- -611 : première observation connue de la comète de Halley, par des astronomes chinois.
- -586 - Selon Hérodote, Thalès prédit une éclipse solaire, mais l'impossibilité de cette prédiction est clairement établie [2]
- -350 - Aristote plaide en faveur d’une Terre sphérique, déjà largement admise avant lui, en utilisant une éclipse de lune avec d’autres observations[3]
- -280 - Aristarque de Samos utilise la taille de l’ombre de la Terre sur la Lune pour estimer que le rayon de la Lune est égal au tiers de celui de la Terre
- -200 - Ératosthène utilise les ombres pour déterminer que le rayon de la Terre est approximativement de 6 400 km [4]
- -150 - Hipparque utilise la parallaxe pour déterminer que la distance de la Lune à la Terre est approximativement de 380 000 km [5]
- -134 - Hipparque découvre la précession des équinoxes. Il établit des tables des mouvements des astres fondées sur le système des épicycles.

## Début de notre ère
- 140 - Ptolémée rédige l'Almageste, sommet de l'astronomie géocentrique antique, qui comporte notamment des tables très précises des mouvements des astres et extraordinairement correctes pour l'époque[6],[7].

## XVIesiècle
- 1512 - Nicolas Copernic énonce pour la première fois sa théorie héliocentrique dans le Commentariolus[8]
- 1543 - Copernic montre que sa théorie héliocentrique simplifie les tables de mouvements des planètes dans le De Revolutionibus de Orbium Coelestium[9]
- 1577 - Tycho Brahe utilise la parallaxe pour prouver que les comètes sont des objets distants et non un phénomène atmosphérique[10]

## XVIIesiècle
- 1609 – Johannes Kepler énonce ses deux premières lois empiriques des mouvements planétaires, appelées les lois de Kepler[11].
- 1610 - Galilée découvre les plus gros satellites de Jupiter : Callisto, Europe, Ganymède et Io[12].
- 1610 - Galilée voit les anneaux de Saturne mais ne les reconnait pas comme des anneaux[13].
- 1619 - Johannes Kepler énonce sa troisième loi empirique des mouvements planétaires[14].
- 1656 - Christian Huygens identifie les anneaux de Saturne en tant qu’anneaux, découvre son plus gros satellite Titan et également la nébuleuse d'Orion.
- 1665 - Jean-Dominique Cassini découvre la Grande Tache rouge de Jupiter[15].
- 1665 - Cassini détermine la vitesse de rotation de Jupiter, Mars et Vénus.
- 1671 : Découverte de Japet, second satellite de Saturne connu, par Jean-Dominique Cassini[16].
- 1672 - Cassini découvre Rhéa[17].
- 1672 - Jean Richer et Cassini mesurent la distance de l’unité astronomique et l’estime à 138 370 000 km environ[18]
- 1675 - Ole Rømer réalise la première détermination de la vitesse de la lumière, à partir des paramètres orbitaux des lunes de Jupiter ; il obtient 227 000 km/s[19].
- 1684 : Découverte de Dioné et de Téthys, satellites de Saturne, par Jean-Dominique Cassini[20].

## XVIIIesiècle
- 1705 - Edmund Halley prédit publiquement la périodicité de la comète de Halley et calcule sa trajectoire de retour en 1758[21]
- 1715 - Edmund Halley calcule la trajectoire de l’ombre d’une éclipse solaire
- 1716 - Edmund Halley suggère une mesure haute précision de la distance Terre – Soleil en chronométrant le transit de Vénus[22]
- 1758 - Johann Palitzsch observe le retour de la comète de Halley
- 1766 - Johann Titius trouve la loi de Titius-Bode pour les distances planétaires
- 1772 - Johann Bode publie la loi de Titius-Bode pour les distances planétaires[23]
- 1781 - William Herschel découvre Uranus durant un relevé systématique du ciel boréal au télescope[24]
- 1787 : découvertes d'Obéron et de Titania, les premiers satellites d'Uranus connus, par William Herschel.
- 1789 : découvertes d'Encelade et de Mimas, satellites de Saturne, par William Herschel.
- 1796 - Pierre-Simon de Laplace affirme son hypothèse nébulaire pour la formation du Système solaire à partir d’une nébuleuse de gaz et de poussière[25]

## XIXesiècle
- 1801 : l'astronome Giuseppe Piazzi découvre par hasard, alors qu'il observait la constellation du Taureau, un astre en orbite entre Mars et Jupiter qu'il nomme Cérès. L'objet, considéré comme une nouvelle planète, vérifie la loi de Titius-Bode[26].
- 1802 à 1807 : découvertes de Pallas et Vesta par Heinrich Olbers et de Junon par Karl Ludwig Harding. Elles deviennent, avec Cérès, les petites planètes[27].
- 1821 : Alexis Bouvard détecte des irrégularités dans l’orbite d’Uranus[28]
- 1825 : Pierre Laplace complète son étude sur la gravitation, la stabilité du Système solaire, les marées, la précession des équinoxes, la libration de la Lune, et les anneaux de Saturne dans son ouvrage en cinq volumes :  Mécanique céleste[29]
- 1843 : John Couch Adams prédit l’existence et la position de Neptune à partir des irrégularités de l’orbite d’Uranus[30].
- 1845 : la découverte d'Astrée par Karl Ludwig Hencke remet en cause le caractère planétaire de Cérès, Pallas, Junon et Vesta, postérieurement reclassées comme astéroïdes[31].
- 1846 : Urbain Le Verrier prédit l’existence et la position de Neptune à partir des irrégularités de l’orbite d’Uranus. La nouvelle planète, Neptune, est observée par Johann Galle[32]. William Lassell découvre son satellite Triton[33].
- 1849 : Édouard Roche trouve le rayon limite de la fragmentation par effet de marée et de la création de l’effet de marée pour un corps tenu seulement par sa propre gravité, appelée la limite de Roche, et l’utilise pour expliquer pourquoi les anneaux de Saturne ne se condensent pas pour former un satellites
- 1851 : découvertes d'Ariel et d'Umbriel, satellites d'Uranus, par William Lassell[34].
- 1856 : James Clerk Maxwell démontre qu’un anneau solide autour de Saturne serait dissous par les forces gravitationnelles et soutient que les anneaux de Saturne consistent en une multitude de minuscules satellites[35]
- 1866 : Giovanni Schiaparelli découvre que des « pluies » d'étoiles filantes interviennent lorsque la Terre passe au travers de l’orbite d’une comète qui a laissé des débris le long de sa trajectoire[36].
- 1868 : Hécate, découvert par James Craig Watson, devient le 100e astéroïde connu.

## XXesiècle
- 1906 - Max Wolf découvre l’astéroïde troyen Achille
- 1921 : la découverte de Leocadia par Sergueï Beliavski porte à mille le nombre d'astéroïdes connus.
- 1930 - Clyde Tombaugh découvre Pluton[37]
- 1930 - Seth Barnes Nicholson mesure la température de la surface de la Lune[38]
- 1932 : Karl Wilhelm Reinmuth découvre Apollon, premier astéroïde géocroiseur connu. Cependant il est perdu de vue et n'est retrouvé qu'en 1973[39].
- 1948 : découverte de Miranda, satellite d'Uranus, par Gerard Kuiper.
- 1950 - Jan Oort suggère la présence du nuage cométaire d’Oort[40]
- 1951 - Gerard Kuiper soutient qu’un réservoir de comètes existe entre 40 et 100 unités astronomiques du Soleil, appelé la ceinture de Kuiper[41]
- 1959 - Luna 3 envoie une image de la face cachée de la Lune[42]
- 1977 - James Elliot découvre les anneaux d’Uranus durant une expérimentation d’occultation stellaire à l’observatoire aéroporté Kuiper[43]
- 1978 - James W. Christy découvre Charon
- 1979 : la sonde Voyager 1 détecte les anneaux de Jupiter.
- 1978 - Peter Goldreich et Scott Tremaine présentent un modèle d’équation de Boltzmann de la dynamique des anneaux planétaires
- 1984 : découverte des anneaux de Neptune.
- 1988 - Martin Duncan, Thomas Quinn et Scott Tremaine démontrent que les comètes de courte période proviennent essentiellement de la ceinture de Kuiper et non du nuage d'Oort
- 1992 : découverte de 1992 QB1 par David Jewitt et Jane Luu, premier transneptunien découvert après Pluton et Charon et prototype de la classe des cubewanos dans la ceinture de Kuiper[44].

## XXIesiècle
- 2004 : Michael E. Brown et son équipe découvrent l'objet transneptunien Hauméa[45].
- 2005 : Michael E. Brown, Chadwick Trujillo, et David L. Rabinowitz découvrent les transneptuniens Éris et Makémaké[46].
- 2006 : les découvertes récentes amènent l'UAI à déclasser Pluton de son rang de planète et à créer la classe des planètes naines, regroupant Cérès, Pluton et Éris puis, depuis 2008, Hauméa et Makémaké[47].